# Championnat de Corée du Sud de basket-ball
Pour les articles homonymes, voir KBL.
La Korean Basketball League (KBL) est une ligue de basket-ball professionnelle sud-coréenne, créée en 1997.

## Historique

### Création de la ligue
La Ligue coréenne de basket-ball a été créée en 1997. Avant l’ère professionnelle, le basketball national était un sport amateur et toutes les équipes, qu’elles soient commanditées par une entreprise ou une université, ont participé au Festival national de basketball (Coréen : 농구대잔치) compétition sanctionnée par l’Association coréenne de basket-ball. Les premières équipes étaient parrainées par de grandes entreprises ou des universités.
La Korea Development Bank (KDB) et l’Industrial Bank of Korea (IBK) ont établi leurs équipes de basketball dès les années 1950 et 1960, tandis que l’Université Yonsei et l’Université de Corée ont introduit le sport dans leurs institutions avant la Seconde Guerre mondiale.
Au cours des années 1970 et 1980, de grandes entreprises industrielles comme Kia Motors, Hyundai Electronics et Samsung Electronics ont créé leurs propres équipes de basketball.
Les équipes de Goyang Orion Orions, Anyang KGC et Wonju DB Promy ont été fondées dans les années 1990 par de petites entreprises qui espéraient profiter de la "folie du basket".

### L'ère professionnelle
Le Festival national de basketball de 1996-1997 a pris fin en janvier 1997, et la saison inaugurale de KBL a commencé un mois plus tard, en février. Le Festival national de basket-ball demeure un tournoi exclusivement amateur à ce jour et est disputé par les équipes de la réserve universitaire, les équipes amateurs et l’équipe de basketball du Corps athlétique des Forces armées coréennes.
Les sociétés commanditaires ont eu la possibilité d’inscrire leurs équipes de basket-ball dans la prochaine ligue professionnelle. La KDB et l’IBK ont choisi de vendre leurs équipes; cependant, leurs nouveaux propriétaires ont choisi de relancer les équipes en tant que nouvelles franchises, n’acquérant que leurs joueurs et leur personnel, mais sans hériter de l’héritage ou des dossiers historiques de l’équipe,. Les équipes fondatrices étaient Busan Kia Enterprise, Gyeongnam LG Sakers, Daegu Tongyang Orions, Suwon Samsung Thunders, Wonju Naray Blue Bird, Anyang SBS Stars, Incheon Daewoo Zeus, Daejeon Hyundai Dynat et Gwangju Nasan Flamans. Certaines équipes, comme Anyang SBS Stars, avaient été basées à Séoul mais ont choisi de déménager dans une autre ville. Le plan était d’avoir une équipe basée dans chaque région géographique plutôt que seulement centralisée dans la région de la capitale de Séou. La saison 1997-1998 a été la première saison complète et la dixième équipe, les Chevaliers de Cheongju SK, a été ajoutée comme membre. Le KBL a eu dix équipes depuis.
Les premières années de la ligue ont été frappées par l’instabilité financière, exacerbée par la crise financière asiatique de 1997 qui avait touché la Corée du Sud particulièrement durement. Comme pour les autres ligues sportives nationales, la KBL n’était pas à l’abri des retombées économiques. La KBL a eu de la difficulté à trouver un commanditaire pour la saison 1997-1998, alors que les équipes ont dû réduire leurs coûts,. Entre 1997 et 2001, cinq des dix équipes avaient changé de propriétaire en raison de problèmes financiers.

## Format de la compétition
La KBL suit les règles de la FIBA concernant les normes de jeu et les dimensions du terrain.
La saison régulière se déroule d’octobre à mars, suivie de la cérémonie annuelle de remise des prix KBL. Les équipes qui ne se sont pas qualifiées pour les séries éliminatoires font une pause avant l’entraînement hors saison. Les séries éliminatoires commencent généralement la semaine suivant la fin de la saison régulière.
Le format de la saison régulière utilisé est que chaque équipe joue contre les neuf autres équipes six fois (trois à domicile et trois à l’extérieur). Un total de 54 matchs sont joués. La qualification pour le quart de finale (anciennement connu sous le nom de première round) ou la demi-finale des séries éliminatoires est déterminée par le classement final de ligue; les deux meilleures équipes classées gagnent une place automatique en demi-finale tandis que de la troisième à la sixième équipe, les équipes se qualifient pour les quarts de finale. Le format du meilleur des sept est utilisé pour déterminer le gagnant pendant les matchs éliminatoires (il faut gagner 4 matches par tour pour se qualifier ou gagner le titre).

## Équipes
| Equipe                      | Ville    | Salle                      | Capacité | Fondation | Dans la ligue |
| --------------------------- | -------- | -------------------------- | -------- | --------- | ------------- |
| Anyang KGC                  | Anyang   | Anyang Gymnasium           | 6 690    | 1992      | 1997          |
| Changwon LG Sakers          | Changwon | Changwon Gymnasium         | 6 000    | 1994      | 1997          |
| Daegu KOGAS Pegasus         | Daegu    | Daegu Gymnasium            | 3 867    | 1994      | 1997          |
| Goyang Orion Orions         | Goyang   | Goyang Gymnasium           | 6 216    | 1995      | 1997          |
| Jeonju KCC Egis             | Jeonju   | Jeonju Gymnasium           | 4 730    | 1977      | 1997          |
| Seoul Samsung Thunders      | Seoul    | Jamsil Arena               | 11 069   | 1978      | 1997          |
| Seoul SK Knights            | Seoul    | Jamsil Students' Gymnasium | 6 229    | 1997      | 1997          |
| Suwon KT Sonicboom          | Suwon    | Suwon KT Sonicboom Arena   | 4 036    | 1997      | 1997          |
| Ulsan Hyundai Mobis Phoebus | Ulsan    | Dongchun Gymnasium         | 5 831    | 1986      | 1997          |
| Wonju DB Promy              | Wonju    | Wonju Gymnasium            | 4 600    | 1996      | 1997          |

## Palmarès
| Saison    | Champions                                       | Résultat | Finaliste                     | MVP des playoffs        |
| --------- | ----------------------------------------------- | -------- | ----------------------------- | ----------------------- |
| 1997      | Busan Kia Enterprise                            | 4–1      | Wonju Naray Blue Bird         | Kang Dong-hee (Kia)     |
| 1997–1998 | Daejeon Hyundai Dynat                           | 4–3      | Busan Kia Enterprise          | Hur Jae (Kia)           |
| 1998–1999 | Daejeon Hyundai Dynat                           | 4–1      | Busan Kia Enterprise          | Cho Sung-won (Hyundai)  |
| 1999–2000 | Cheongju SK Knights                             | 4–2      | Daejeon Hyundai Gullivers     | Seo Jang-hoon (SK)      |
| 2000–2001 | Suwon Samsung Thunders                          | 4–1      | Changwon LG Sakers            | Joo Hee-jung (Samsung)  |
| 2001–2002 | Daegu Tongyang Orions                           | 4–3      | Seoul SK Knights              | Marcus Hicks (Tongyang) |
| 2002–2003 | Wonju TG Xers                                   | 4–2      | Daegu Tongyang Orions         | David Jackson (TG)      |
| 2003–2004 | Jeonju KCC Egis                                 | 4–3      | Wonju TG Sambo Xers           | Lee Sang-min (KCC)      |
| 2004–2005 | Wonju TG Sambo Xers                             | 4–2      | Jeonju KCC Egis               | Kim Joo-sung (TG Sambo) |
| 2005–2006 | Seoul Samsung Thunders                          | 4–0      | Ulsan Mobis Phoebus (en)      | Kang Hyuk (Samsung)     |
| 2006–2007 | Ulsan Mobis Phoebus (en)                        | 4–3      | Busan KTF Magic Wings         | Yang Dong-geun (Mobis)  |
| 2007–2008 | Wonju Dongbu Promy                              | 4–1      | Seoul Samsung Thunders        | Kim Joo-sung (Dongbu)   |
| 2008–2009 | Jeonju KCC Egis                                 | 4–3      | Seoul Samsung Thunders        | Choo Seung-kyun (KCC)   |
| 2009–2010 | Ulsan Mobis Phoebus (en)                        | 4–2      | Jeonju KCC Egis               | Ham Ji-hoon (Mobis)     |
| 2010–2011 | Jeonju KCC Egis                                 | 4–2      | Wonju Dongbu Promy            | Ha Seung-jin (KCC)      |
| 2011–2012 | Anyang KGC                                      | 4–2      | Wonju Dongbu Promy            | Oh Se-keun (KGC)        |
| 2012–2013 | Ulsan Mobis Phoebus (en)                        | 4–0      | Seoul SK Knights              | Yang Dong-geun (Mobis)  |
| 2013–2014 | Ulsan Mobis Phoebus (en)                        | 4–2      | Changwon LG Sakers            | Moon Tae-young (Mobis)  |
| 2014–2015 | Ulsan Mobis Phoebus (en)                        | 4–0      | Wonju Dongbu Promy            | Yang Dong-geun (Mobis)  |
| 2015–2016 | Goyang Orions                                   | 4–2      | Jeonju KCC Egis               | Lee Seung-hyun (Orion)  |
| 2016–2017 | Anyang KGC                                      | 4–2      | Seoul Samsung Thunders        | Oh Se-keun (KGC)        |
| 2017–2018 | Seoul SK Knights                                | 4–2      | Wonju Dongbu Promy            | Terrico White (SK)      |
| 2018–2019 | Ulsan Mobis Phoebus (en)                        | 4–1      | Incheon Electroland Elephants | Lee Dae-seong (Mobis)   |
| 2019–2020 | Non attribué pour cause de Pandémie de Covid-19 |          |                               |                         |
| 2020–2021 | Anyang KGC                                      | 4–0      | Jeonju KCC Egis               | Jared Sullinger (KGC)   |

## Bilan par club
| Rang | Club                     | Titres | Année                                    |
| ---- | ------------------------ | ------ | ---------------------------------------- |
| 1    | Ulsan Mobis Phoebus (en) | 7      | 1997, 2007, 2010, 2013, 2014, 2015, 2019 |
| 2    | Jeonju KCC Egis          | 5      | 1998, 1999, 2004, 2009, 2011             |
| 3    | Anyang KGC               | 3      | 2012, 2017, 2021                         |
| 3    | Wonju Dongbu Promy       | 3      | 2003, 2005, 2008                         |
| 5    | Seoul SK Knights         | 2      | 2000, 2018                               |
| 5    | Goyang Orions            | 2      | 2002, 2016                               |
| 5    | Seoul Samsung Thunders   | 2      | 2001, 2006                               |